# Polystachya stenophylla
Polystachya stenophylla är en orkidéart som beskrevs av Rudolf Schlechter. Polystachya stenophylla ingår i släktet Polystachya och familjen orkidéer. Inga underarter finns listade i Catalogue of Life.